# Мэдисон (фильм)
«Мэдисон» (англ. Madison) — спортивная драма режиссёра Уильяма Байндли с Джеймсом Кэвизелом в главной роли. Фильм рассказывает о гонках на глиссерах в 1970-е годы и основан на реальной истории. Съёмки завершились в 2000 году, премьера в США состоялась 22 апреля 2005 года.

## Сюжет
Действие происходит в 1971 году в Мэдисоне, штат Индиана. В речном порту Огайо экономический спад. Единственный шанс выбраться из кризиса для механика Джима Маккормика — победа в регате.
Город Мэдисон спонсировал гонки на моторных лодках с 1911 года и начал принимать ежегодную гонку под названием регата Мэдисона в 1929 году. С 1954 года гонка была связана с Американской ассоциацией моторных лодок, и ежегодно проводилась в июле. Несмотря на то, что население Мэдисона составляет всего 12 000 человек, регата сохраняет свое место в национальной серии американских гонок на гидроплане, а другие гонки проходят в Сиэтле, Кенневике, Детройте, Сан-Диего и Дохе.
Регата регулярно привлекает около 70 000 - 100 000 человек и является огромным источником гордости для жителей города. Лодка выступающая за Мэдисон традиционно расположена в нижней части турнирной таблицы. За 50 с лишним лет гонок U-6 (номер лодки независимо от ее названия) выиграл всего шесть гонок до 2005 года.
Одна из побед была добыта на регате 1971 года, которая является основой для фильма. Эта победа была еще слаще, потому что тогда на кону стоял Золотой Кубок APBA.
Персонаж Кэвизела, Джим Маккормик, был настоящим ветераном-гонщиком и владельцем лодки, который управлял «Мисс Мэдисон» в 1966 и 1969-71 годах, и затем участвовал в гонках на своей лодке, пока серьезно не пострадал несколько лет спустя. Многие из его реальной команды из семи человек, также были изображены в фильме.

## В ролях
| Актёр             | Роль                                 |
| ----------------- | ------------------------------------ |
| Джеймс Кэвизел    | Джим Маккормик                       |
| Джейк Ллойд       | Майк Маккормик                       |
| Мэри Маккормак    | Бонни Маккормик                      |
| Брюс Дерн         | Гарри Вольпи                         |
| Пол Дули          | майор Дон Вон                        |
| Рид Даймонд       | Скип Нотон                           |
| Кристина Анапау   | Тэми Джонсон                         |
| Винсент Вентреска | Уолкер Грейф                         |
| Коди МакМэйнс     | Бобби Эпперсон                       |
| Бри Ларсон        | гонщица №2                           |
| Джон Мелленкамп   | рассказчик (взрослый Майк Маккормик) |

## Критика
Фильм получил отрицательные отзывы кинокритиков. На сайте Rotten Tomatoes у фильма 29 % положительных рецензий из 31. На Metacritic — 43 балла из 100 на основе 15 рецензий. Роджер Эберт оценил фильм в 3 звезды из 4-х.